# 네모바지 스폰지밥
《네모바지 스폰지밥》《네모네모 스폰지밥》(영어: SpongeBob SquarePants)은 미국의 키즈 엔터테인먼트 채널 니켈로디언에서 방영 중인 텔레비전 애니메이션 시리즈 작품이다. 원작자는 스티븐 힐런버그이다.

## 소개
네모바지 스폰지밥의 줄거리는 만화 속 가상의 수중 도시인 비키니 시티(영어: Bikini Bottom)에서 주연 등장인물의 그 친구들의 일상이나 모험에 관한 것이다. 이 시리즈의 인기로 인해 미디어 프랜차이즈뿐만 아니라 니켈로디언에서 가장 높은 시청률을 기록한 시리즈이자 MTV 네트워크의 가장 많이 배급된 작품이다. 2015년 기준으로 미디어 프랜차이즈는 니켈로디언에 120억 달러의 상품화 수익을 창출했다.
본작의 많은 아이디어는 1989년에 힐런버그가 창안한 더 인터티덜 존(영어: The Intertidal Zone)이라는 미출판 교육 만화책에서 시작되었다. 그는 로커즈 모던 라이프의 취소에 따라 1996년에 본작을 TV 애니메이션으로 개발하기 시작했으며, 그 시리즈에서 그와 함께 작업한 톰 케니에게 주연들의 목소리를 들려주었다. 또한 스폰지밥(Spongeboy)은 원래 스폰지보이(Spongeboy)라는 이름이 붙어 있었고 이 시리즈는 《스폰지보이 어호이!》(영어: Spongeboy Ahoy!)라고 불렸다. 그러나 이름은 이미 상표로 등록되었기 때문에 이것들은 모두 변경되었다. 매 회차마다 사회적인 풍자나 해학이 담겨있는 것 또한 네모바지 스폰지밥의 특징이다.
1999년 5월 1일, 니켈로디언은 키즈 초이스 어워드의 TV 방송에 이어 미국에서 네모바지 스폰지밥의 시사회를 개최하였다. 또한 이 시리즈는 공식적으로 1999년 7월 17일에 첫 선을 보였으며 초연 이후 세계적인 호평을 받고 두 번째 시즌에서는 첫 번째 시즌을 능가하는 인기를 얻었다. 또한 첫 번째 극장판 영화인 《보글보글 스폰지밥》(영어: The Spongebob SquarePants Movie →네모바지 스폰지밥 영화)는 2004년 11월 19일에 극장에서 상영되었으며, 2015년 2월 6일에 두 번째 편이 발매되었다. 덧붙여, 2012년 7월 21일에 시리즈가 갱신되어 엑스트림 스포츠(Extreme Sports)라는 에피소드로 시작하여 시즌 9가 방영되기 시작하였다.
또한 네모바지 스폰지밥은 6개의 애니 어워드, 8개의 골든 릴 상, 12개의 키즈 초이스 어워드, 2개의 BAFTA 아동 상 등 여러 가지 상을 수상하였다. 대중적인 인기에도 불구하고 본작은 스폰지밥의 의도된 성적 취향에 대한 추측을 중심으로 한 공개 논쟁과 첫 번째 영화가 공개된 이후로 쇼 콘텐츠의 품질 저하에 초점을 맞춘 여러 가지 논쟁에 참여했다.
또한 2011년 새롭게 묘사된 버섯 종류인 스폰기포마 스퀘어 팬트 시(Spongiforma squarepantsii)는 본작의 제목의 이름을 따서 명명되었다.
2018년 11월 27일, 네모바지 스폰지밥 시리즈의 원작자인 스티븐 힐런버그는 근위축성 측색 경화증(루게릭 병)으로 투병하던 도중에 57세를 일기로 타계(별세) 했다.

## 개요

### 등장인물
《네모바지 스폰지밥》은 주연 캐릭터와 다양한 등장인물들을 중심으로 전개된다.

#### 네모바지 스폰지밥
스폰지밥은 파인애플 모양의 집에 살며 집게리아에서 게살버거를 요리하는 것을 좋아하는 활기차고 낙관적인 성격의 노란 스폰지이다. 그는 애완동물로 조개와 달팽이인 핑핑이를 키우고 있다.

#### 뚱이
뚱이는 불가사리이며 스폰지밥의 절친이다. 뚱이는 조금 특이한 면이 있으나 자신이 똑똑하다고 생각한다. 실수로 두뇌 산호 섬에서 주운 머리로 천재가 된 적이 있었다. 그리고 뚱이는 대학교를 졸업하였었다.

#### 징징이
징징이는 스폰지밥의 이웃이자 집게리아에서 같이 일하는 동료이다. 징징이는 모아이 석상과 비슷한 모양의 집에 살고 있으며, 자신에게 민폐를 끼치는 스폰지밥과 뚱이를 싫어하는 문어 캐릭터이다. 그는 클라리넷을 연주하거나 자화상을 그리는 것을 즐긴다. 그러나 자신이 하고 있는 카운터 직원 역할은 싫어한다.

#### 다람이
스폰지밥의 또 다른 친구로 텍사스 출신의 다람쥐인 다람이가 있다. 그녀는 뛰어난 과학자이자 가라테 전문가이다. 그녀는 단단한 돔에 둘러싸여 있고 중간에 나무가 있는 밀폐된 집에서 산다. 또한 집 밖에 있을 때에는 수중 호흡이 불가능하기 때문에 우주비행사의 옷처럼 생긴 잠수복을 입는다.

#### 집게사장
집게사장(Mr. Krabs→크랩스)는 돈을 매우 좋아하는 게이며 집게리아(Krusty Krab→크러스티 크렙)의 오너이자 스폰지밥의 보스이다. 집게사장에게는 진주(Pearl→펄)라는 이름의 10대의 고래인 딸이 있는데 집게 사장은 진주를 자신의 재물과 동등하게 취급한다. 닻와 비슷한 모양의 집에서 살고 있다.

#### 셸든 J. 플랑크톤
집게 사장에게는 플랑크톤(영어: Plankton)이라는 라이벌이 있는데 그는 집게리아 건너편에 위치한 플랑크톤 상점(Chum Bucket→춤 버킷)이라는 저급 패스트푸드 레스토랑을 운영하고 있는 작고 푸른 초식 동물이다. 플랑크톤은 집게사장이 운영하고 있는 인기 많은 식당인 집게리아의 대표 메뉴인 게살버거(Krabby Patties→크래비 패티)의 비법을 훔치기 위해 대부분의 시간을 할애하며 집게리아를 폐업시키려고 한다. 플랑크톤의 아내는 컴퓨터인 캐런이다.

#### 기타
그 밖에도 구 래곤(영어: Goo Lagoon), 래리 랍스타(영어: Larry Lobster)와 같은 근육질 구조 요원과 같은 일련의 캐릭터가 반복 등장한다. 또한 집게사장의 딸인 향유고래 캐릭터 진주(영어: Pearl Krabs)도 종종 등장하며 보트 운전 학교를 운영하는 가시복어 캐릭터인 퐁퐁부인(영어: Mrs. Puff)도 있다. 플라잉 더치맨(영어: Flying Dutchman)으로 알려진 해적 유령도 있으며 은퇴한 슈퍼 히어로인 인어맨(Mermaid Man→머매이드 맨)과 조개소년(Barnacle Boy→바너클 보이)은 스폰지밥과 뚱이가 우상화하는 캐릭터이다. 간혹 본래 방송 분량(11분)의 2배(22분)로 방송하는 스페셜 에피소드도 있는데, 이러한 에피소드는 육지에 살고 있는 스폰지밥의 팬인 팟치(영어: Patchy)와 그의 애완 동물인 앵무새 포티(영어: Potty)라고 지명된 실연 해적에 의해 진행된다.

### 세팅

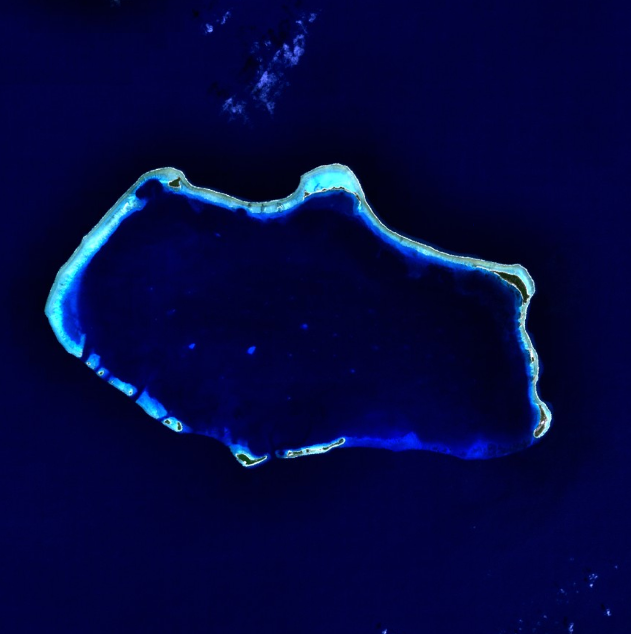
비키니 환초, 태평양에 있는 산호초이다. 일각에서는 이를 비키니 시티의 실제 위치로 지적하고 있다.

본작은 주로 수중 도시인 비키니 시티가 주 배경인데 제3자의 소스에 따르면 태평양 아래에 있는 산호초인 비키니 환초에 위치한다. 2015년 톰 케니는 비키니 시티가 비키니 환초에서 이름을 따온 것이라고 증언했지만 환초에서 일어난 실제 핵실험에 시리즈의 특성을 연계시킨 것이라는 인터넷 팬 이론에 대해서는 부인했다.
시민들은 주로 수생 테마 건물에 거주하며 운송 수단으로는 자동차와 보트가 합쳐진 보트모빌(boatmobiles)을 사용한다. 비키니 시티에 있는 주요 장소로는 서로 경쟁 관계에 있는 2개의 식당인 집게리아와 춤 버킷이 있으며 퍼프가 운영하는 보트 운전 학교, 셰디 숄즈 레스트 홈도 있다. 또한 인기 있는 해변인 끈끈이 호수(Goo Lagoon→구 래군)은 해파리 지역(Jellyfish Fields)와 마찬가지로 도시 근교에 위치해 있다. 식료품 가게, 농담 가게, 메트리스 가게와 같은 업체의 경우 몇몇 에피소드에 나온다.
대원이 파일럿에게 프로덕션을 시작했을 때 그들은 "쇼가 몇 번이고 다시 돌아올 것이며 크러스티 크랩과 스폰지밥의 파인애플 집과 같은 장소에서 대부분의 행동이 일어날 것"이라는 것을 설계했다. 본작의 아이디어는 "모든 것을 해상에 유지하는 것"이었기 때문에 대원은 밧줄, 나무 판자, 배의 바퀴, 그물, 앵커, 상용구, 리벳을 사용하여 쇼의 환경을 조성하였다. 또한 화면이 전환될 때는 비눗방울을 사용한다.
본작은 주요 설정 재료로 '하늘 꽃'(sky flowers)이 있다. 이것은 파일럿에 처음 출연했으며 이후 본작의 전반에서 공통된 특징이 되었다. 본작의 배경 디자이너인 케니 피텡거가 그게 무엇이냐는 질문을 받았을 때 "그것은 일종의 구름처럼 가능하지만 본작의 배경이 수중이기 때문에 실제로 구름인 것은 아닙니다."(They function as clouds in a way, but since the show takes place underwater, they aren't really clouds.)라고 대답했다. 시리즈가 티키의 영향을 받았기 때문에 배경 화가는 많은 패턴을 사용해야 한다. 피텡거는 하늘 꽃이 "하와이식 셔츠의 꽃 모양을 연상케한다"(evoke the look of a flower-print Hawaiian shirt)고 말했다.

## 프로덕션

### 개발

#### 초기 영감

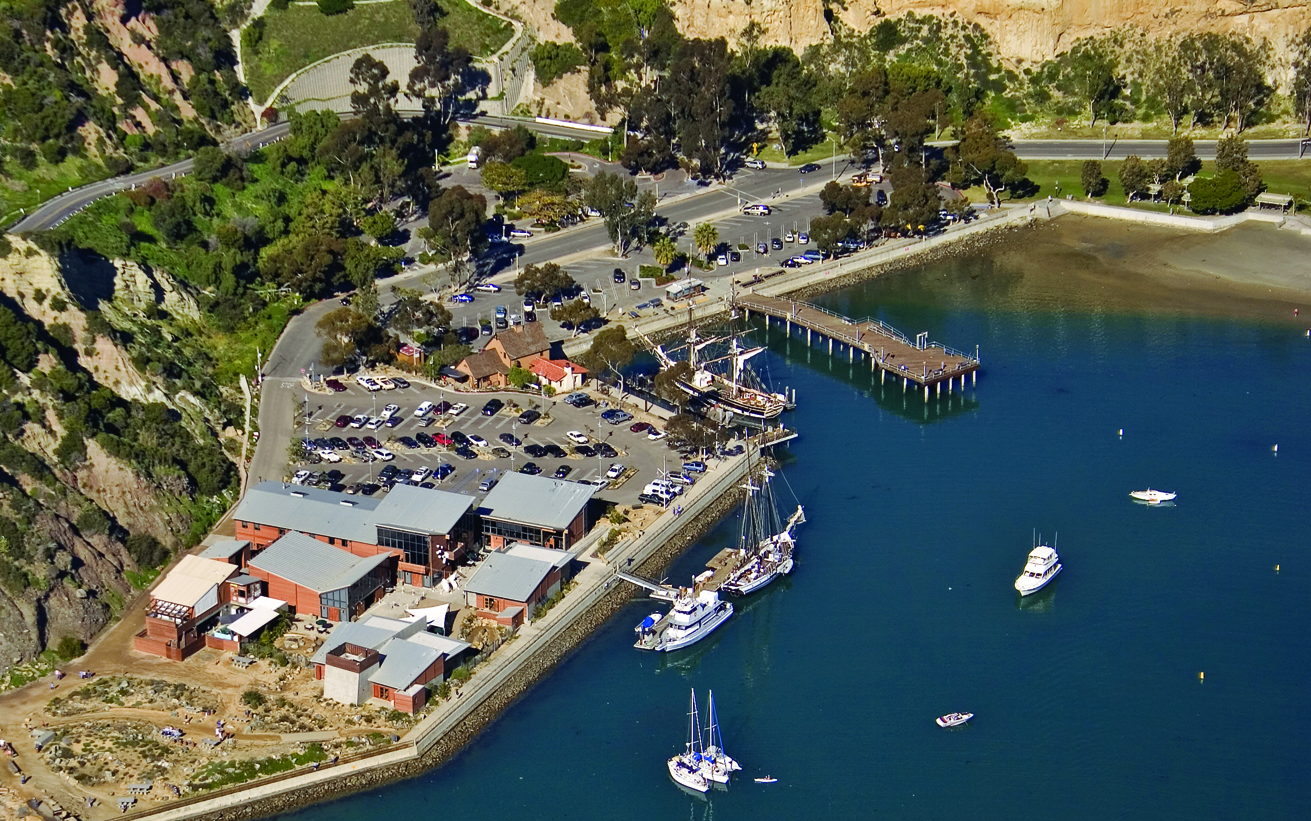
본작을 만들기 전에 스티븐 힐런버그는 해양 학회(캘리포니아주 다나 포인트에 위치)의 방문객에게 해양 생물학을 가르쳤다.

본작의 제작자인 스티븐 힐런버그는 어린 시절, 바다에 매료되었다. 또한 젊은 나이에 그는 예술적 능력을 개발하기 시작했다. 그러나 이 2가지 장점은 오랫동안 일치되지 않았다. 그는 물고기를 그리는 아이디어를 지루하게 여겼기 때문이다. 대학을 다니는 동안 그는 해양 생물학을 전공했고 예술 분야는 전공하지 않았다. 1984년 대학 졸업 후 캘리포니아주 다나 포인트에 있는 해양 과학 및 해양 역사에 관한 대중 교육에 전념하고 있는 해양 학회에 합류했다.
힐런버그가 그곳에 있는 동안 그는 본작의 전조를 만들었다. 그곳에는 학생들에게 조수 웅덩이에 사는 동물들에 대해 가르치기 위해 사용된 《더 인터티덜 존》(The Intertidal Zone)이라는 만화책이 있었는데 이 만화책에는 다양한 의인화된 바다 생명체가 등장했고 그 중 대부분의 캐릭터들이 본작의 캐릭터로 진화하게 된 것이다. 본래는 힐런버그가 전문적인 만화책을 출판하려고 했는데 그가 출판을 의뢰한 모든 출판사는 그 작품에 대해서 관심이 없었다.

#### 구상
해양 학회에서 근무하는 동안 힐런버그는 애니메이션 축제에 참여하여 그 분야에서 경력을 쌓기로 결정하였다. 그는 이미 예술 분야에서 석사 학위를 받기 위해 대학에 돌아갈 계획을 가지고 있었다. 대신 그는 캘리포니아 예술 학교에서 실험적인 애니메이션을 공부하기로 결정했다. 당시 힐런버그가 참여한 애니메이션 축제에서는 그가 만든 상대성 이론에 대해 다루는 영화인 《웜홀》(Wormholes)이 상영되었고 힐런버그는 니켈로디언 애니메이션 시리즈의 제작자인 로코즈 모던 라이프의 조 머레이를 만나게 된다. 머레이는 영화의 스타일에 깊은 인상을 받았으며 힐런버그에게 일자리를 제공하였다. 힐런버그는 감독으로 시리즈에 합류하였으며 후에 시즌 4에서는 프로듀서 겸 크리에이티브 감독 역할을 맡게 되었다.
로코즈 모던 라이프의 작가 중 한 명인 마틴 올손은 힐런버그에게 유사한 개념의 TV 애니메이션 시리즈를 만들 것을 권장하였다. 그 당시 힐런버그는 자신의 애니메이션 시리즈를 만들 생각을 하고 있지 않았다. 그러나 그는 자신이 애니메이션 시리즈를 만들기로 결정한 게 최선이었다는 사실을 깨달았다. 그는 만화의 "아나운서"라 할 수 있는 밥 더 스폰지(Bob the Sponge)를 포함하여 인터티덜 존의 캐릭터 중 일부를 추가로 개발하기 시작했다. 그는 자신의 시리즈가 그 시간대에서 하는 애니메이션 시리즈 중 가장 인기 있는 시리즈이기를 바랐다. 그는 본작을 《렌 & 스팀피 쇼》와 같은 우정 코미디로 그렸다. 결과적으로 힐런버그는 주인공 하나에 집중하기로 결정했다. 그는 주인공을 그가 생각할 수 있는 가장 이상한 생물을 의인화시키기로 하였는데 그것은 바로 스펀지였다. 밥 더 스폰지는 실제 바다 스펀지와 유사하며 처음에는 힐런버그가 계속해서 디자인해 나갔다. 또 새로운 성격의 캐릭터를 디자인함에 있어 힐런버그는 채어리 채플린, 라우렐 엔드 하디, 제리 레위스, 피위 허맨과 같이 순진하고 아이 같은 인물로부터 영감을 얻었다. 그는 밥 더 스폰지에게 주방용 스펀지를 개입시켜 보았는데 이 아이디어는 캐릭터 특유의 정사각형 모양과 완벽하게 일치함을 깨달았다.
시리즈의 주연 캐릭터의 목소리를 들려주기 위해 힐런버그는 톰 케니에게 관심을 돌렸다. 톰 케니는 로코즈 모던 라이프의 힐런버그와 함께 애니메이션 활동을 시작하였다. 케니 자신의 성격 요소들은 그 성격을 더욱 발전시키는 데 사용되었다. 처음에 힐런버그는 스폰지보이(SpongeBoy)라는 이름을 사용하기 원했지만 성은 정해지지 않았기 때문에 스폰지보이 어호이(SpongeBoy Ahoy)라고 불렀을 것이다! 그러나 니켈로디언 법률 부서는 7분짜리 파일럿 에피소드의 목소리 녹음이 마친 후 스폰지보이라는 이름을 가진 걸레 제품이 있다는 사실을 발견했다. 《불타는 당근 만화》의 제작자인 밥 버덴은 상표를 같은 이름의 캐릭터에게 사용하였다. 그래서 대체할 수 있는 이름을 선택하게 되는데 힐런버그는 시청자가 캐릭터를 "치즈맨"으로 착각하지 않도록 "스폰지"라는 단어를 사용해야 한다고 생각했다. 최종적으로 그는 캐릭터의 이름을 "스폰지밥"으로 해야 한다고 생각했다. "스퀘어팬츠"는 케니가 등장인물 사진을 본 후 "이봐, 이건 네모난 바지를 입은 스폰지같아 보이는데 패스트푸드점에서 일자리를 구할 수 있을 거라고 생각해."(Boy, look at this sponge in square pants, thinking he can get a job in a fast food place.)라고 말했다. 힐런버그는 케니가 말한 것을 듣고 그 말을 좋아했으며 그 요소는 캐릭터의 괴상함을 높일 수 있을 것이라고 생각했다.

#### 피칭
"The execs from Nickelodeon flew out to Burbank, and we pitched it to them from the storyboards. We had squeezy toys, wore Hawaiian shirts and used a boom box to play the Tiny Tim song ['Livin' in the Sunlight, Lovin' in the Moonlight'] that comes on in the third act. We really went all out in that pitch because we knew the pilot lived or died by if the execs laughed. When it was over, they walked out of the room to discuss it. We figured they would fly back to New York and we'd hear in a few weeks. We were surprised when they came back in what seemed like minutes and said they wanted to make it".
"니켈로디언의 간부들은 버뱅크로 갔고 우리는 그들을 스토리보드로 배역했습니다. 우리는 장난감을 삐걱거리게 하고 하와이안 셔츠를 입고 붐 박스를 사용하여 티니 팀의 노래 ['햇빛 속의 리빈', 달빛 속의 로빈'']을 연주했습니다. 임원진이 웃으면 우리는 파일럿이 살았는지 죽었는지 알 수 있었기 때문에 우리는 그 피치에서 모두 나갔습니다. 그것이 끝났을 때 그들은 그것에 대해 논의하기 위해 방에서 나왔습니다. 우리는 그들이 다시 뉴욕으로 돌아갈 것이라고 생각했고 몇 주가 지난 뒤 돌아올 줄 알았습니다. 그러나 그들은 몇 분만에 돌아와서 그것을 만들고 싶다고 해서 깜짝 놀랐습니다."
1997년 니켈로디언의 경영진에게 만화를 피칭하면서 힐런버그는 하와이안 셔츠를 입고 "캐릭터의 모델을 갖춘 수중 테라리움"을 가져와서 하와이 음악을 연주하였다. 설정은 니켈로디언의 임원인 에릭 콜레만이 "꽤 놀라운" 것으로 묘사되었다. 그들이 돈을 받고 2주간 파일럿 에피소드 〈직원구함〉을 쓰게 되었을 때 데렉 드라이몬, 스티븐 힐런버그, 닉 제닝스는 니켈로디언의 공직인 알비 헤흐트는 "공연은 [그가] 테이프에 녹음 되었길 바란다"라고 말했다. 본작의 행정 프로듀서인 데렉 드라이몬은 피칭을 스트레스가 많은 것으로 묘사했지만 그는 "매우 잘된 것"이라고 말했다. 한편 케빈 케이와 헤흐트는 만화가들을 걱정하느라 지쳐서 외출할 필요가 있었다.
인터뷰에서 니켈로디언의 현 회장인 치마 자르가미는 "그들[니켈로디언 경영진]의 즉각적인 반응은 그들이 그것을 좋아했기 때문에 이전에 보았던 것과는 다르다."(their immediate reaction was to see it again, both because they liked it and it was unlike anything they'd ever seen before.)라고 말했다. 자르가미는 네모바지 스폰지밥이 처음으로 방송되었던 곳의 4명의 임원 중 1명이었다.

### 행정 프로듀서와 쇼러너
"It reached a point where I felt I'd contributed a lot and said what I wanted to say. At that point, the show needed new blood, and so I selected Paul [Tibbitt] to produce. I totally trusted him. I always enjoyed the way he captured the SpongeBob character's sense of humor. And as a writer, you have to move on—I'm developing new projects".
"그것은 제가 많이 기여했음을 느꼈던 시점이었고 제가 하고 싶은 말을 하는 데에 도달했습니다. 그 시점에서 본작은 새로운 피가 필요했기 때문에 난 프로듀서로 풀[ 티빗]을 선택했습니다. 전 그를 완전히 신뢰했습니다. 전 항상 그가 스폰지밥 캐릭터의 유머 감각을 캡처하는 일을 즐겼죠. 그리고 작가로써 당신은 계속 전진해야 합니다. 전 새로운 프로젝트를 개발할 테니까요."
시리즈 제작자인 스티븐 힐런버그는 이 시리즈의 전반에 걸쳐 행정 프로듀서로 활동했으며, 1999년부터 2004년까지 데뷔 무대에서도 활동했다. 2002년, 장편 영화 《보글보글 스폰지밥》이 완성되고, 시즌 3이 끝나자 그는 시리즈 쇼의 주자라는 직책을 사임하였다. 그 이후 그는 더 이상 시리즈 제작에 직접적인 역할을 하지는 않으나, 여전히 자문 역할을 유지하고 에피소드들을 검토한다.

## 목소리 출연
- 톰 케니 : 스폰지밥 / 핑핑이(달팽이) 역
- 빌 파거바키 : 뚱이 역
- 로저 범패스 : 징징이 역
- 클랜시 브라운 : 집게사장 역
- 캐럴린 로런스 : 다람이 역
- 미스터 로런스 : 플랭크톤 역
- 메리 조 캐틀릿 : 퐁퐁부인 역
- 로리 알란 : 진주 역
- 더그 로렌스 : 래리 역

- 김승준, 전태열 : 스폰지송/스폰지밥 역
- 오인성, 이인성 : 별가/뚱이 역
- 김민석, 전광주 : 깐깐징어/징징이 역
- 김관진, 이채진, 최한 : 게걸사장/집게사장 역
- 최덕희, 진영, 우정신 : 파다/다람이 역
- 장승길, 박만영 : 플랭크톤/플랑크톤 역
- 홍소영, 이소영, 국승연, 문선희 : 빵빵부인/퐁퐁부인/퍼프선생님 역
- 강경아, 국승연, 문선희 : 진주 역
- 홍희숙, 진영, 우정신 : 캐런 역

### 기타
그 밖에도 구 래곤(영어: Goo Lagoon), 래리 랍스타(영어: Larry Lobster)와 같은 근육질 구조 요원과 같은 일련의 캐릭터가 반복 등장한다. 플라잉 더치맨(영어: Flying Dutchman)으로 알려진 해적 유령도 있으며 은퇴한 슈퍼 히어로인 인어맨(Mermaid Man→머매이드 맨)과 조개소년(Barnacle Boy→바너클 보이)은 스폰지밥과 뚱이가 우상화하는 캐릭터이다. 간혹 본래 방송 분량(11분)의 2배(22분)로 방송하는 스페셜 에피소드도 있는데, 이러한 에피소드는 육지에 살고 있는 스폰지밥의 팬인 팟치(영어: Patchy)와 그의 애완 동물인 앵무새 포티(영어: Potty)라고 지명된 실연 해적에 의해 진행된다.
1999년 방영된 시즌 1 에피소드 "찢어진 바지"에서 나오는 말 中 "그런 짓은 하지 말아야 했는데"라는 말이 현재 밈이 되고 있다

## 에피소드 목록

### 스핀오프 시리즈
원작자인 스티븐 힐렌버그는 생전 스핀오프 시리즈에 부정적인 입장을 취했다고 알려져 있었으나, 그가 사망한 이후 3개월 뒤 니켈로디언은 스핀오프 시리즈를 제작하였고 팬들은 스티븐 힐렌버그의 뜻을 무시했다는 취지로 이를 받아드려 니켈로디언과 스폰지밥 제작진들을 비판하였다. 그러나 2021년, 스폰지밥 제작진들은 생전 스티븐 힐렌버그가 스핀오프 제작에 반대하지 안았음을 알렸고 그가 직접 제작에 참여했다는것 또한 밝혀졌다. 스핀오프 시리즈 제작에 참여한 제작진들에 따르면, 스티븐 힐렌버그가 사망하기 1달 전 제작진들과 회의를 하였으며, 그 과정에서 스티븐 힐렌버그가 스핀오프 제작에 동의한 것으로 판단하여 이를 제작하였다고 설명했다. 스폰지밥 제작진은 현재까지 2개의 스핀오프를 제작해 발표하였으며, 미국에서는 2021년 4월 2일부터 방영을 시작하였고 한국에서는 2021년 9월 18일부터 방영을 시작하였다.
- 스폰지밥의 코랄캠프 : 스폰지밥을 비롯한 주요 등장인물들의 시절을 보여주는 속편이다.
- The Patrick Star Show : 뚱이가 주인공인 스폰지밥 시리즈의 속편이며 뚱이의 가족들도 등장할 예정이다.

## 논란
2011년 9월 12일에 미국 버지니아 대학교 연구진은 실험을 통해 《네모바지 스폰지밥》을 시청한 어린이들이 주의력 장애나 학습 장애를 증가시키고 기억력과 자기 통제력을 저하 시킬 우려가 있다고 발표하였다..
2012년 8월, 우크라이나에서는 스폰지밥 시리즈의 방영을 전면 금지하는 법을 제정하기도 하였다.

## 같이 보기
- 티미의 못말리는 수호천사
- 니켈로디언
- 스티븐 힐런버그

## 참고 문헌
- 뱅크스, 스티븐 (2004년 9월 24일). 《SpongeBob Exposed! The Insider's Guide to SpongeBob SquarePants》. 슈기엘, 그레그 (일러스트레이터). 시몬 스팟라이트/니켈로디언. ISBN 978-0-689-86870-2.
- 벡, 제리 (2013). 《The SpongeBob SquarePants Experience: A Deep Dive Into the World of Bikini Bottom》. 미국: 인사이트 에디션. ISBN 1-4357-3248-0.
- 뉴워트, 앨런 (2003). 《Makin' Toons: Inside the Most Popular Animated TV Shows and Movies》. Allworth Communications, Inc. ISBN 1-58115-269-8.
- 프리에베, 케네트 A. (2011). 《The Advanced Art of Stop-Motion Animation》. 케내지 러닝. ISBN 1-4354-5704-8.
- 렌버그, 제프 (2006). 《Who's Who in Animated Cartoons: An International Guide to Film & Television's Award Winning and Legendary Animators》. 할 레오나드. ISBN 1-55783-671-X.